# Đại sảnh Danh vọng Rock and Roll
Đại sảnh Danh vọng Rock and Roll (tiếng Anh: Rock and Roll Hall of Fame) là một bảo tàng nằm ở bờ hồ Erie tại khu thương mại Cleveland, Ohio, Hoa Kỳ. Đây là nơi tôn vinh những tên tuổi nổi tiếng và có tầm ảnh hưởng nhất trong lịch sử ngành thu âm, bao gồm những nghệ sĩ, nhà sản xuất và những người có ảnh hưởng lớn tới ngành công nghiệp âm nhạc, đặc biệt là với thể loại rock and roll.

## Lịch sử

### Ảnh hưởng kinh tế
Từ năm 1995, Đại sảnh đã thu hút hơn 8.5 triệu lượt tham quan và tác động tích lũy kinh tế đến Cleveland ước tính hơn 1.8 tỷ đô-la Mỹ. Các hoạt động của bảo tàng giúp tạo thêm 950 việc làm với ảnh hưởng kinh tế hơn 100 triệu đô-la Mỹ mỗi năm.
Từ năm 1986, Đại sảnh đã lựa chọn nhiều cái tên mới. Buổi lễ bổ nhiệm chính thức được tổ chức tại Thành phố New York 25 lần (1986–92, 1994–96, 1998–2008, 2010–11, 2014 và 2016); 2 lần ở Los Angeles (1993 và 2013); và 4 lần ở quê nhà Cleveland (1997, 2009, 2012 và 2015). Bắt đầu từ 2018, các buổi lễ bổ nhiệm sẽ diễn ra luân phiên mỗi năm giữa Cleveland và New York.
Dịp bổ nhiệm vào năm 2009 và 2012 diễn ra trong mối quan hệ đối tác công-tư giữa thành phố Cleveland, bang Ohio, Đại sảnh Danh vọng Rock and Roll và những cá nhân, tập thể cơ sở địa phương, các tập đoàn, tổ chức dân sự. Các đơn vị này đầu tư khoảng 5.8 triệu đô-la Mỹ vào năm 2009 và 7.9 triệu đô-la Mỹ vào năm 2012 để hỗ trợ sự kiện kéo dài một tuần lễ, bao gồm buổi hòa nhạc miễn phí, lễ kỷ niệm, khai trương triển lãm, vào bảo tàng miễn phí và buổi lễ bổ nhiệm với sự tham gia của người hâm mộ và khách VIP tại Public Hall.
Hàng triệu người theo dõi truyền hình trực tiếp buổi lễ tại Cleveland; 10 ngàn người tham quan Ohio trong tuần lễ bổ nhiệm để tham dự các sự kiện liên quan đến buổi lễ. Các ảnh hưởng kinh tế trong tuần lễ bổ nhiệm năm 2009 chạm mốc 13 triệu đô-la Mỹ, đem về thêm 20 triệu đô-la Mỹ tiếp xúc với truyền thông trong khu vực. Tuần lễ năm 2012 cũng có kết quả tương tự.

## Thư viện và lưu trữ

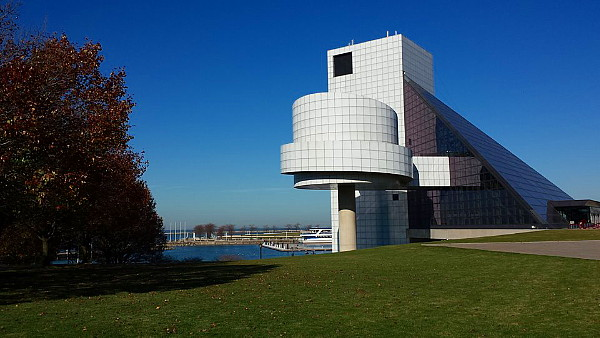
Đại sảnh Danh vọng Rock and Roll tại Cleveland, Ohio vào tháng 11 năm 2015

Thư viện lưu trữ của Đại sảnh Danh vọng Rock and Roll là nơi sở hữu toàn diện nhất các hiện vật liên quan đến lịch sử rock and roll. Thư viện nằm ở một tòa nhà mới trong Metro Campus of Cuyahoga Community College tại Campus District, Cleveland.
Mục tiêu của thư viện là thu thập, bảo quản và cung cấp những hiện vật này. Thư viện chia làm hai cấp bậc: mọi người có thể đến thư viện, đọc sách và tạp chí, nghe nhạc và xem video. Các học giả, nhà sử học và nhà báo có thể đặt hẹn để vào khu vực sưu tầm lưu trữ riêng, dưới sự theo dõi của nhân viên. Thu viện chứa sách, luận án hàn lâm và các tài liệu tham khảo khác. Nơi đây còn chứa tạp chí phổ thông, tạp chí học thuật và ấn phẩm thương mại.
Thư viện còn lưu trữ các bản thu âm từ hãng đĩa, trợ lý nghệ sĩ, trợ lý ánh sáng và thiết kế sân khấu. Bộ sưu tập còn chứa nhiều hiện vật đặc biệt, như những bức thư viết tay của Aretha Franklin và Madonna; lời bài hát thô viết bằng tay của Jimi Hendrix và LL Cool J; giấy tờ từ những nhà báo âm nhạc như Sue Cassidy Clark và những bản thu âm trực tiếp hiếm hoi từ CBGB vào những năm 70.

## Chỉ trích
Đại sảnh Danh vọng Rock and Roll vấp phải nhiều chỉ trích vì cho rằng quá trình bầu chọn bị điểu khiển bởi một số ít cá nhân, việc đề cử quá nhiều nghệ sĩ thuộc các dòng nhạc không thực sự rock trong khi nhiều nghệ sĩ thuộc các dòng nhạc rock thực sự lại bị bỏ qua và vinh danh nhiều nhóm không đạt được lượng phiếu cao. Những thành viên còn lại của nhóm nhạc punk rock Sex Pistols khi biết tin họ được bầu vào danh sách năm 2006 đã từ chối tham dự buổi lễ, gọi Đại sảnh chỉ là thứ phù phiếm vớ vẩn ("piss stain").